# Arnold Stang
Arnold Stang (ur. 28 września 1918 w Nowym Jorku, zm. 20 grudnia 2009 w Newton) – amerykański aktor telewizyjny, filmowy, komik, którego znakiem rozpoznawczym był niski wzrost oraz okulary.

## Kariera

### Radio
Arnold Stang urodził się w Nowym Jorku, choć często twierdził, że urodził się w 1925 roku w Chelsea w stanie Massachusetts. Stang twierdził, że kiedyś dostał przerwę w radiu wysyłając pocztówki do stacji w Nowym Jorku z wnioskiem o przesłuchanie, który został przyjęty, a następnie kupił bilet do Nowego Jorku z pieniędzy przeznaczonych na prezent z okazji jubileuszu jego matki. Stang pracował w nowojorskich audycjach radiowych, w których występował jako chłopiec w programach takich jak: The Horn and Hardart Children’s Hour and Let’s Pretend. W 1940 roku nie dostał roli Seymoura w słuchowisku radiowym pt. The Goldbergs. Reżyser Don Bernard zatrudnił go w październiku 1941 roku w reklamie programu telewizji CBS Meet Mr. Meek, jednak Stang stwierdził, że jego stale pękający głos zaszkodzi handlowcom, więc kazał wymyślić scenarzystom inną dla siebie rolę. Następnie pojawił się w letnim show pt. The Remarkable Miss Tuttle z Edna May Oliver i zastąpił Eddiego Firestona Jr. w tytułowej roli w słuchowisku pt. That Brewster Boy, gdyż Firestone w 1943 roku dołączył do Amerykańskiego Korpusu Piechoty Morskiej.
W 1946 roku Arnold Stang zaczął występować w programach radiowych wraz z komikiem Henrym Morganem oraz Eddiem Cantorem oraz Miltonem Berle. Zaczął również użyczać głosu Jugheadowi w audycji radiowej pt. The Archie Radio Show.

### Film
Arnold Stang debiut na wielkim ekranie zaliczył w 1942 roku w filmie pt. Moja siostra Eileen, gdzie zagrał rolę Jimmy’ego. Potem występował jeszcze w takich filmach jak m.in. Seven Days’ Leave (1942) oraz w They Got Me Covered (1943) i So This Is New York (1948) z Henrym Morganem. Potem występował na deskach teatru na Broadwayu w sztukach takich jak m.in.: Sailor Beware, All In Favor and Same Time Next Week, gdzie pracował wraz z Miltonem Berle.
W 1955 roku zagrał wraz z Frankiem Sinatrą i Kim Novak w filmie pt. Złotoręki, gdzie wcielił się w rolę Sparrowa. W 1963 roku wraz z filmowym partnerem, Marvinem Kaplanem oraz Jonathanem Wintersem w filmie pt. Ten szalony, szalony świat. W 1969 roku grał w filmach pt. Hello Down There oraz Herkules w Nowym Jorku z Arnoldem Schwarzeneggerem w roli głównej. Zagrał również w filmach pt. Tata duch (1990) oraz Dennis rozrabiaka (1993).

### Telewizja
Arnold Stang przeniósł się do telewizji na początku Złotego Wieku. Miał stałą rolę w telewizyjnym show pt. The School House na DuMont Television Network w 1949 roku. W 1950 roku po raz pierwszy zagrał w serialu pt. Starlight Theatre, potem występował regularnie w serialach m.in.: Captain Video and His Video Rangers (1951), Doc Corkle (1952) Eddiego Mayehoffa. Potem pojawiał się gościnnie w serialach takich jak m.in.: 1953: Robert Montgomery Presents (1953), Texaco Star Theatre Starring Milton Berle (1953-1956), a także w programach telewizyjnych w 1951 roku m.in.: The Colgate Comedy Hour, Henry Morgan's Great Talent Hunt, The Original Amateur Hour.
Arnold Stang pojawiał się w reklamach batonika Chunky, gdzie wyceniał wiele jego składników i mówił: „Chunky, co za kawałek czekolady!”, reklamie Alcoa – producenta aluminium, a także grał w reklamach płatków śniadaniowych Honey Nut Cheerios w latach 80. oraz był rzecznikiem prasowym w Vicks Vapo-Rub. Potem grał gościnnie w serialach telewizyjnych takich jak m.in.: Batman (1968), Search for Tomorrow (1986), Opowieści z ciemnej strony (1987), Bill Cosby Show (1989), Zagadki Cosby’ego (1994). Grał również w reklamie postać słynnego podróżnika Luthera Burbanka, w której pokazywał „kwadratowy pomidor”.
W 2004 roku Arnold Stang po raz ostatni wystąpił publicznie w telewizji podczas wywiadu z animatorem Earlim Kressem na temach powstania kreskówki pt. Kocia ferajna, który został wyposażony na płycie DVD.

### Dubbing
Arnold Stang jednak często występował jako aktor dubbingowy. Największą popularność w tej dziedzinie przyniósł mu głos Tolka Cacka, kierownika bandy w kreskówce pt. Kocia ferajna (postać wzorowana na Sierżancie Bilko w The Phil Silvers Show). Użyczał również głosu w filmach animowanych takich jak m.in.: Pinokio w kosmosie (1965 – Żółw Nurtle), Różowa Pantera (1969 – Sum).
W latach 1985–1986 użyczał głosu Tolkowi Cackowi w kreskówce pt. Yogi, łowca skarbów oraz w 1987 roku w filmie animowanym pt. Kocia ferajna w Beverly Hills, oraz w kreskówkach m.in.: Kapitan Planeta (1994), Garfield i przyjaciele (1994), Chojrak – tchórzliwy pies (1999–2002).
Stang użyczał także głosu w grach komputerowych m.in. wiewiórce w grze pt. Storybook Weaver (1994), głównemu bohaterowi kreskówki Pokémon – Hey You, Pikachu! (2000) oraz w 2004 roku w nowej wersji gry pt. Storybook Weaver Deluxe.

## Filmografia

### Film
- 1942: Moja siostra Eileen jako Jimmy
- 1942: Seven Days’ Leave jako Bitsy Slater
- 1943: They Got Me Covered jako Aptekarz
- 1945: Let’s Go Steady jako Chet Carson
- 1946: Laughter in Paris
- 1948: So This Is New York jako Western Union Clerk
- 1950: Przyszły Ojciec jako Przyszły Ojciec
- 1955: Złotoręki jako Sparrow
- 1961: Dondi jako Peewee
- 1962: Wspaniały świat braci Grimm jako Titelitury
- 1962: Slippery Slippers
- 1963: Ten szalony, szalony świat jako Ray
- 1966: Second Fiddle to a Steel Guitar jako Jubal A. Bristol
- 1968: Skidoo
- 1969: Hello Down There jako Jonah
- 1969: Herkules w Nowym Jorku jako Pretzie
- 1978: To Catch a Halibut jako Sum
- 1990: Tata duch jako pan Cohen, pacjent szpitala
- 1991: Clippers jako Leonard
- 1993: Dennis rozrabiaka jako Fotograf

### Seriale
- 1950: Starlight Theatre jako Milton Ditwiler
- 1951: Four Star Revue jako aktor Gościnny
- 1951: Captain Video and His Video Rangers jako Clumsy McGee
- 1951: The Billy Bean Show jako Billy Bean
- 1952: Doc Corkle
- 1953: Hollywood Opening Night
- 1953: Robert Montgomery Presents
- 1953–1956: Texaco Star Theatre Starring Milton Berle jako Francis
- 1954–1955: The Goldbergs jako Seymour
- 1956: The Ford Television Theatre jako Melvin Marks
- 1956: The Steve Allen Show jako pan Fum, mały gigant
- 1956: Producers’ Showcase jako pan Fum
- 1956: December Bride jako Marvin
- 1957: The Red Skelton Show jako Snorkel
- 1957–1958: Playhouse 90 jako Allencamp, Frankie
- 1961: Wagon Train jako Ah Chong
- 1961: Bonanza jako Jake 'the Weasel'
- 1963: The Dick Powell Show jako Donald Joe
- 1965: Broadside jako Stanley Stubbs
- 1967–1968: The Jonathan Winters Show
- 1968: Batman jako właściciel rusznikarnii
- 1972–1973: Emergency! jako Dick, Arthur Merkl
- 1973: Ozzie's Girls jako Happy
- 1976: Chico and the Man jako Dostawca Gus
- 1978: Flying High jako Wielebny
- 1986: Search for Tomorrow jako N.O. Poindexter
- 1987: Opowieści z ciemnej strony jako Tapok
- 1989: Bill Cosby Show jako mężczyzna w poczekalni
- 1990: Mathnet jako Pop Bespectakled
- 1994: Zagadki Cosby’ego jako Bezdomny Guy

### Dubbing
- 1943: No Mutton fer Nuttin' jako Wilczek Blackie
- 1944: Henpecked Rooster jako Herman
- 1944: I’m Just Curious jako Hawk
- 1944: Moving Aweigh jako Niski
- 1945: Scrappily Married jako Herman
- 1945: Beau Ties jako Fatso
- 1946: Cheese Burglar jako Herman
- 1946: Bored of Education jako Tubby
- 1947: Musica-Lulu jako Tubby
- 1947: Much Ado About Mutton jako Blackie
- 1947: Naughty But Mice jako Herman
- 1949: Campus Capers jako Herman
- 1950: Saved by the Bell jako Herman
- 1950: Voice of the Turkey jako Indyk
- 1950: Mice Meeting You jako Herman
- 1951: Cat Tamale jako Herman
- 1952: Cat Carson Rides Again jako Herman
- 1952: Mice-capades jako Herman
- 1953: Of Mice and Magic jako Herman
- 1953: Herman the Catoonist jako Herman
- 1953: Drinks on the Mouse jako Herman
- 1953: Northwest Mousie jako Herman
- 1954: Surf and Sound jako Herman
- 1954: Of Mice and Menace jako Herman
- 1954: Ship A-Hooey jako kapitan Herman
- 1955: Robin Rodenthood jako Herman
- 1955: Bicep Built for Two jako Herman
- 1955: Mouse Trapeze jako Herman
- 1955: Mousieur Herman jako Herman
- 1956: Mouseum jako Herman
- 1956: Will Do Mousework jako Herman
- 1956: Mousetro Herman jako Herman
- 1956: Hide and Peak jako Herman
- 1957: Cat in the Act jako Herman
- 1957: Sky Scrappers jako Herman
- 1957: 'From Mad to Worse' jako Herman
- 1957: One Funny Knight jako Herman
- 1958: Frighty Cat jako Herman
- 1958: You Said a Mouseful jako Herman
- 1959: Owly to Bed jako Herman
- 1959: Fun on Furlough jako Herman
- 1959: Matty's Funday Funnies jako Herman
- 1960: Alakazam Wielki - Król zwierząt jako Lulipopo
- 1961: Kooky Loopy jako Wilk
- 1961–1962: Kocia ferajna jako Tolek Cacek
- 1965: Pinokio w kosmosie jako Żółw Nurtle
- 1969: Różowa Pantera jako Sum
- 1972: Marco Polo Junior Versus the Red Dragon jako Delikatny Dinozaur
- 1973: The ABC Saturday Superstar Movie
- 1974: Wait Till Your Father Gets Home jako Sam
- 1976: Sweat Hog Shark jako Sum
- 1976: Mama jako Zębacz
- 1977: Raggedy Ann & Andy: A Musical Adventure jako Nerwus
- 1977: The Fourth King jako Żółw
- 1980: I Go Pogo jako Churchy LaFemme
- 1981: No Man’s Valley jako Fred Firmwing
- 1983: CBS Library
- 1985–1986: Yogi, łowca skarbów jako Tolek Cacek
- 1987: Lyle, Lyle Crocodile: The Musical - The House on East 88th Street jako Ptak
- 1987: Kocia ferajna w Beverly Hills jako Tolek Cacek
- 1990: Wake, Rattle, and Roll jako Tolek Cacek
- 1994: Kapitan Planeta jako Asystent reżysera
- 1994: Garfield i przyjaciele jako Mysz Irwin
- 1999–2002: Chojrak – tchórzliwy pies jako różne postacie, Szczur, Mnich, Vustavockvavock Jurius

### Scenarzysta
- 1959: Matty's Funday Funnies

## Życie prywatne
Arnold Stang mieszkał w New Rochelle wraz żoną JoAnne Taggart, z którą się ożenił w 1949 roku, mieszkali najpierw w New Rochelle w stanie Nowy Jork, potem zamieszkali razem w Greenwich w stanie Connecticut, a pod koniec życia para mieszkała w Needham w stanie Massachusetts. Para miała dwójkę dzieci: syna Davida i córkę Deborah.
Arnold Stang zmarł dnia 20 grudnia 2009 roku na zapalenie płuc w wieku 91 lat w Newton w stanie Massachusetts, gdzie został również pochowany.